# Christine Lakeland
Christine Lakeland (née le 11 juillet 1954) est une auteur-compositrice et musicienne américaine. Mariée à J.J. Cale elle a joué dans un grand nombre de ses albums et elle faisait partie  de son groupe. Elle continue d'enregistrer des albums en son nom propre.

## Discographie

### Studio albums
- 1984 Veranda (Comet Records (en))
- 1989 Fireworks (Loft Records)
- 1992 Reckoning (LadyFingers Records)
- 1998 Turn To Me (LadyFingers Records)

### Album live
- 2005 Live At Greenwood Ridge (LadyFingers Records)

### Autres participations
- 1996 More Desaster City Blues: A Collection of Contemporary Blues Songs from Los Angeles / California Vol. 2 (Taxim Records)
- 2014 Eric Clapton & Friends - The Breeze: An Appreciation of JJ Cale (Bushbranch/Surfdog)
- 2019 Stay Around, JJ Cale

## Source de la traduction
- (en) Cet article est partiellement ou en totalité issu de l’article de Wikipédia en anglais intitulé « Christine Lakeland » (voir la liste des auteurs).